# Nouhant
Nouhant là một xã thuộc tỉnh Creuse trong vùng Nouvelle-Aquitaine miền trung nước Pháp. Xã này nằm ở khu vực có độ cao trung bình 410 mét trên mực nước biển.

## Địa lý
Thị trấn nằm hai bên bờ sông nhỏ Verneigette, khoảng 12 dặm (19 km) về phía tây nam Montluçon, tại giao lộ các tuyến đường D64, D66 và N145. Ranh giới với tỉnh Allier nằm ở phía đông.

## Dân số
| 1962                                                        | 1968 | 1975 | 1982 | 1990 | 1999 | 2005 |
| ----------------------------------------------------------- | ---- | ---- | ---- | ---- | ---- | ---- |
| 457                                                         | 508  | 446  | 378  | 355  | 323  | 329  |
| Số liệu điều tra dân số từ năm 1962 Dân số chỉ tính một lần |      |      |      |      |      |      |

## Địa điểm nổi bật
- Nhà thờ, từ thế kỷ 12.
- Phế tích nhà thế kye 15 Fressinaud.
- Lâu đài Clos.
- Thập tự đá thế kỷ 15.